# Paul Wilhelm af Württemberg
Paul Wilhelm, hertug af Württemberg (født 25. juni 1797 i Carlsruhe, Schlesien, død 25. november 1860 i Bad Mergentheim) var en betydningsfuld tysk naturforsker og opdager, som i det tidlige 19. århundrede foretog talrige forskningsrejser til Nordamerika, Nordafrika og Australien. I 1829 opdagede han floden Missouri.
Han var søn af hertug Eugen Friedrich Heinrich af Württemberg og hertuginde Luise, født prinsesse af Stolberg-Gedern. Han var nevø af Frederik 1. af Württemberg.
Autornavnet Württemb. kan bruges for Paul Wilhelm af Württemberg sammen med et videnskabeligt artsnavn inden for botanikken. (Wikipedia-artikler der bruger autornavnet)